# Викрадена бацила та інші події
«Викрадена бацила та інші події» (англ. The Stolen Bacillus and Other Incidents) — збірка романів англійського письменника Герберта Веллса. Написана між 1893 та 1895 роками. Видана у 1895 році.

## Зміст
- «Викрадена бацила» (The Stolen Bacillus)
- «Цвітіння Дивної орхідеї» («The Flowering of the Strange Orchid»)
- «У обсерваторії Аву» («In the Avu Observatory»)
- «Тріумфи таксидерміста» («The Triumphs of a Taxidermist»)
- «Угода в страусів» («A Deal in Ostriches»)
- «Через вікно» («Through a Window»)
- «Спокуса Харрінгей» («The Temptation of Harringay»)
- «Літаюча людина» («The Flying Man»)
- «Виробник алмазів» («The Diamond Maker»)
- «Острів епіорніса» («Æpyornis Island»)
- «Дивовижний випадок з очима Девідсона» («The Remarkable Case of Davidson's Eyes»)
- «Володар Динамо» («The Lord of the Dynamos»)
- «Злам Парку Хаммерпонду» («The Hammerpond Park Burglary»)
- «Метелик» («The Moth»)
- «Скарб у лісі» («The Treasure in the Forest»)